# La Calvaria (Calldetenes)
La Calvaria és una obra de Calldetenes (Osona) protegida com a Bé Cultural d'Interès Local.

## Descripció
Ampli casal de planta quadrada cobert a quatre vessants amb una llanterna al centre. El casal està envoltat per murs i altres dependències i abasta gran part de l'antiga horta. Consta de planta baixa, dos pisos i golfes. La façana està situada a llevant, amb un portal rectangular, una finestra inscrita dins un antic portal adovellat i un portal d'arc rebaixat. Al primer pis hi ha balcons i finestres; distribució que es repeteix al segon pis. A les golfes s'hi pinten òculs. A la part nord s'hi adossa una cabana datada el 1868. A ponent hi ha diverses obertures: un balcó conopial, a sota el ràfec on, també, s'hi pinten òculs. A migdia s'hi obren galeries, d'arcs rebaixats, al primer i segon pis, sostingudes per pilars quadrangulars i impostes motllurades. En els pilars hi ha la data de 1779. Els del segon no són de pedra.
A l'interior de la casa es conserven una dovella decorada i un capitell, romànics del segle xii, de l'església parroquial de Sant Martí de Riudeperes.
Petita capella adossada a l'angle nord-est del casal, a la qual s'hi accedeix des d'un corredor interior. La façana es troba orientada a migdia, el portal de l'arc és rebaixat amb un òcul de pedra al damunt i el capcer és decorat per un campanaret d'espadanya datat del 1857.
Està coberta a una sola vessant, que vessa les aigües a tramuntana. L'interior és cobert amb volta, enguixat i pintat al damunt. Al centre de la volta hi ha uns rosetons d'estuc amb evocacions florals i marianes; també hi ha pintures sobre el mur.
L'estat de conservació és bo.

## Història
Mas documentat cap al segle xii. El trobem registrat en els fogatges de la parròquia i terme de Sant Martí de Riudeperes de l'any 1553, en què habitava el mas un tal Sagimon Calvaria. També és registrat en el Nomenclàtor de la província de Barcelona de l'any 1860 i consta com "Alqueria casa de Labor". Com podem veure per les dades constructives i per alguns elements arquitectònics (portal adovellat tapiat), la casa ha estat ampliada successivament fins que se li donà la fesomia d'ampli casal que avui ostenta, deguda segurament a la reforma del segle xviii quan s'hi van bastir els porxos. Els seus hereus es fusionaren amb els del Mas Albó de Castanyet de la Selva.
Dades constructives:
1596: "IHS: EN : NOM DELS : DE / TI : CALVARI AS : TE / MORT RECORT / 1596"
1774 Galeries
1807 Portal de llevant
1854 Finestra del segon pis
1906 Reixa de la lliça
La capella està dedicada a la Concepció. El campanar d'espadanya fou construït a mitjans del segle xix, al voltant del 1860.